# Ловер-Поттсгроув Тауншип (округ Монтгомері, Пенсільванія)
Ловер-Поттсгроув Тауншип (англ. Lower Pottsgrove Township) — селище (англ. township) в США, в окрузі Монтгомері штату Пенсільванія. Населення — 12 217 осіб (2020).

## Демографія
Згідно з переписом 2010 року, у селищі мешкало 12 059 осіб у 4497 домогосподарствах у складі 3324 родин. Було 4651 помешкання
Расовий склад населення:
| - 85,3 % — білих - 10,1 % — чорних або афроамериканців - 1,6 % — азіатів - 0,1 % — вихідців з тихоокеанських островів - 0,1 % — корінних американців |

До двох чи більше рас належало 2,4 %. Частка іспаномовних становила 2,7 % від усіх жителів.
За віковим діапазоном населення розподілялося таким чином: 25,7 % — особи молодші 18 років, 60,6 % — особи у віці 18—64 років, 13,7 % — особи у віці 65 років та старші. Медіана віку мешканця становила 39,2 року. На 100 осіб жіночої статі у селищі припадало 92,1 чоловіків;  на 100 жінок у віці від 18 років та старших — 88,3 чоловіків також старших 18 років.
Середній дохід на одне домашнє господарство  становив 90 355 доларів США (медіана — 74 598), а середній дохід на одну сім'ю — 103 298 доларів (медіана — 93 750). Медіана доходів становила 61 416 доларів для чоловіків та 45 852 долари для жінок. За межею бідності перебувало 6,8 % осіб, у тому числі 7,8 % дітей у віці до 18 років та 6,6 % осіб у віці 65 років та старших.
Цивільне працевлаштоване населення становило 6142 особи. Основні галузі зайнятості: освіта, охорона здоров'я та соціальна допомога — 19,8 %, виробництво — 15,4 %, роздрібна торгівля — 15,2 %.